# Андрушки (Житомирская область)
Андрушки́ (укр. Андрушки) — село в Попельнянском районе Житомирской области Украины.

## История
Селение известно с 1683 года.
В XIX веке село Андрушки было в составе Паволочской волости Сквирского уезда Киевской губернии. В селе была Вознесенская церковь.
В 1860 году здесь был построен сахарный завод.
В ходе первой русской революции в 1906 году в селе прошла забастовка рабочих сахарного завода.
В декабре 1917 года в селе была установлена Советская власть, но в дальнейшем в ходе гражданской войны и советско-польской войны власть несколько раз менялась.
В ходе Великой Отечественной войны в 1941—1943 гг. село находилось под немецкой оккупацией.
Во время оккупации сторож Андрушковского сахарного завода К. М. Дивонин создал боевые подпольные группы в Андрушках, Макаровке, Топорах и Шпиченцах, в апреле 1943 года был создан Таращанский партизанский отряд (командиром которого стал житель села Л. В. Дорош), вошедший в состав Киевского партизанского соединения. Всего в боевых действиях 1941—1945 гг. участвовали свыше 700 жителей села (168 из них погибли и 386 были награждены орденами и медалями СССР)
В 1965 году в селе был установлен обелиск Славы воинам-односельчанам и воинам-освободителям, погибшим во время Великой Отечественной войны.
По состоянию на начало 1973 года численность населения составляла 2230 человек, здесь насчитывалось 787 дворов, действовали сельсовет, сахарный комбинат им. А. Д. Цюрупы (в состав которого входили сахарный завод и свеклосовхоз), средняя школа, Дом культуры на 450 мест, две библиотеки с фондом 20,5 тыс. книг, клуб, больница, аптека, два детских сада, ателье, швейная мастерская, почтовое отделение, 10 магазинов и столовая.
В мае 1995 года Кабинет министров Украины включил находившийся в селе сахарный завод им. Цюрупы в перечень предприятий, подлежащих приватизации в течение 1995 года.
По переписи 2001 года население составляло 2014 человек.

## Транспорт
Через село проходит автомобильная дорога, в 14 км к юго-западу находится железнодорожная станция Попельня.

## Адрес местного совета
13543, Житомирская область, Попельнянский р-н, с. Андрушки, ул. Октябрьская, 1

## Известные уроженцы
- П. А. Стецюк — рабочий сахарного завода, первый председатель сельсовета и делегат I Всеукраинского съезда Советов.[2]
- Витрук, Андрей Никифорович — генерал-майор авиации, Герой Советского Союза, Народный Герой Югославии.[2]
- Закутенко, Николай Фёдорович — Герой Советского Союза.[2]